# 維克多·阿爾瓦雷斯·德爾加多
維克多·阿爾瓦雷斯·德爾加多（西班牙語：Víctor Álvarez Delgado；1993年3月14日—）是一位西班牙足球運動員。在場上的位置是左後衛。他現在效力於俄羅斯足球超級聯賽球隊圖拉兵工廠。他出身於巴塞羅那青訓營，在2007年轉會西班牙人。